# コロール刑務所

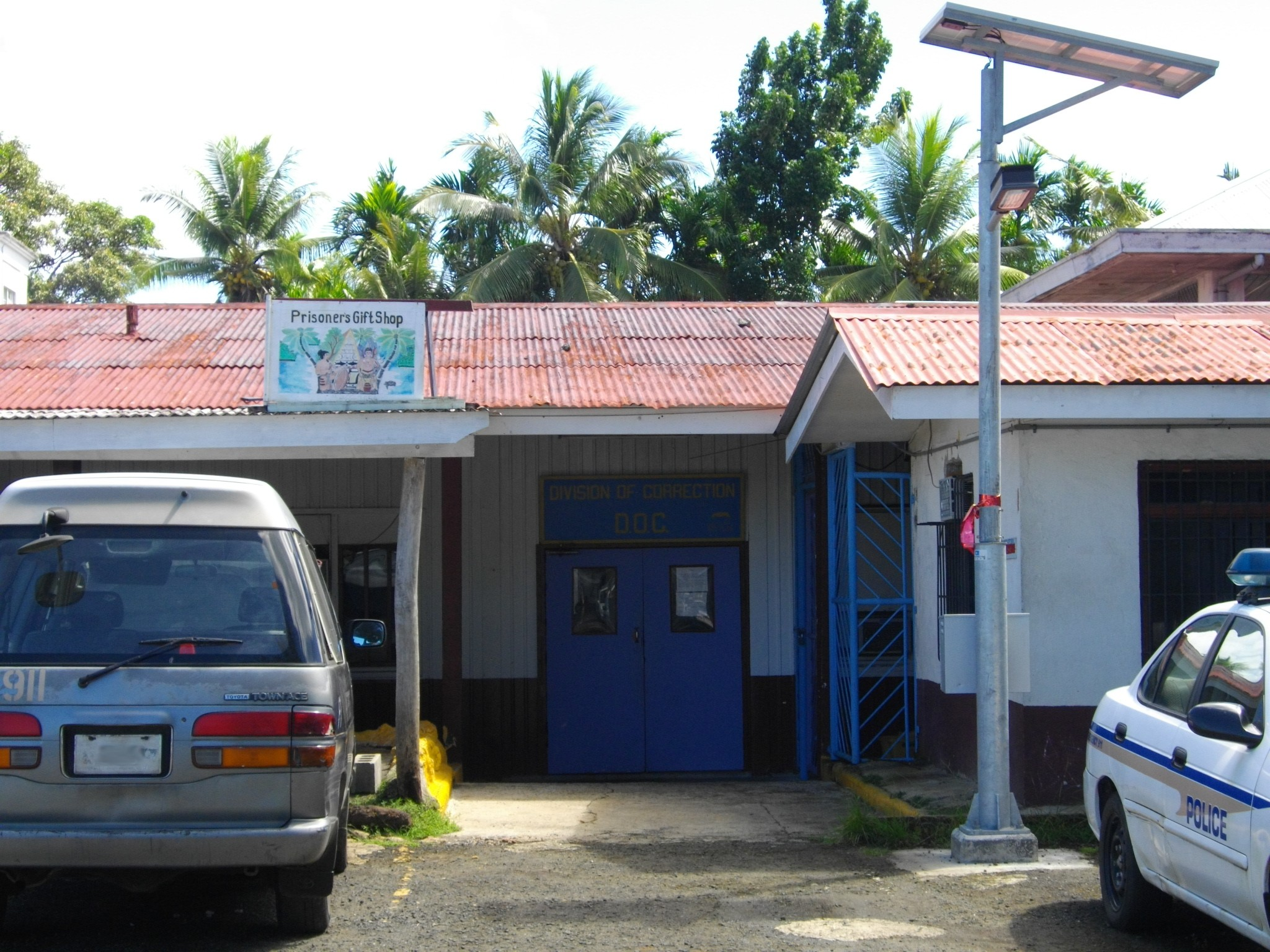
コロール刑務所の入口。扉の向こうにストーリーボードの販売店がある。「Prisoner's Gift Shop」の看板もある。

コロール刑務所（コロールけいむしょ、英語: Koror Jail）は、パラオの刑務所の一つ。

## 概要
コロールに位置し、パラオ司法省に属する警察署の裏にある。広さは1,600平方メートルあり、1970年代に建設された2つの建造物と1990年代に建設された建造物によって構成されている。そして、高さ8フィートのワイヤーメッシュやコンクリートの壁に囲まれている。 
2001年より、コロール刑務所では刑務作業で製作されたストーリーボードを観光客向けに売るようになった。刑務所内に販売所があり、店員はここに収監された受刑者である。現在では一種の観光地となっている。